# Pulvérières
Pulvérières é uma comuna francesa na região administrativa de Auvérnia-Ródano-Alpes, no departamento Puy-de-Dôme. Estende-se por uma área de 14,62 km². Em 2010 a comuna tinha 415 habitantes (densidade: 28,4 hab./km²).